# 亞歷山大·德·阿菲夫 (薩克森-蓋薩夫親王)
亚历山大·德·阿菲夫（德語：Alexander de Afif，1954年2月12日—），迈森藩侯，维丁家族阿贝丁系族长，萨克森王位继承人。萨克森王室首领，萨克森-盖萨夫亲王。

## 生平
亚历山大·德· 阿菲夫出生在慕尼黑。是萨克森王室首领玛利亚·埃曼努埃尔的妹妹安娜公主与萨夫亲王罗贝托的长子。意大利天主教徒。有两个弟弟：弗里德里希·威廉·德·阿菲夫（Friedrich Wilhelm，1955年10月5日-）和卡尔·奥古斯特·德·阿菲夫（Karl August，1958年1月1日-）。从小在墨西哥和德国成长。是企业管理学毕业。
1972年8月25日被没有子嗣的舅舅迈森藩侯玛利亚·埃曼努埃尔册封为“萨克森—盖萨夫亲王”，并成为舅舅指定的继承人。
1989年，离开居住了30余年的墨西哥迁居德国萨克森州，在那里亚历山大有一家进出口公司。

## 婚姻与子女
1987年4月13日，在墨西哥城与巴伐利亚末代国王路德维希三世的曾孙女巴伐利亚公主吉塞拉（1964年9月10日-）结婚，同年8月29日举行了宗教婚礼。婚后有三子一女：
- 格奥尔格-菲利普·安东尼乌斯·德·阿菲夫（Georg-Philipp Antonius de Afif，1988年5月24日-）；
- 莫里西奥-加布里埃尔·罗贝托·德·阿菲夫（Mauricio-Gabriel Roberto de Afif，1989年9月14日-）；
- 保罗·克莱门斯·德·阿菲夫（Paul Clemens de Afif，1993年3月23日-）；
- 玛丽·特丽西塔·安娜·路易丝·卡洛琳·卢卡迪斯·德·阿菲夫（Maria Teresita Anna Louis Caroline Lucardis de Afif，1999年7月7日-）。

| 前任： 玛利亚·埃曼努埃尔 | 薩克森王位繼承人 2012年7月23日－ 与阿爾布萊希特·約瑟夫和鲁迪格有争议 | 繼任： 格奥尔格-菲利普 |